# Cochlefelis spatula
Cochlefelis spatula es una especie de pez de la familia Ariidae en el orden de los Siluriformes.

## Morfología
• Los machos pueden llegar alcanzar los 60 cm de longitud total.

## Alimentación
Come principalmente gambas los  géneros  Macrobrachium  y  Caridina .

## Hábitat
Es un pez de agua dulce y de clima tropical.

## Distribución geográfica
Se encuentran en Nueva Guinea.